# KFC Komárno
Komárňanský futbalový club, kortweg KFC, is een Slowaakse voetbalclub uit Komárno.
De club werd opgericht in 1900 en speelde lang op lager niveau. In het seizoen 1977/78 speelde de club een seizoen op het hoogste niveau van Slowakije, het tweede niveau van Tsjecho-Slowakije. Na de deling begon de club op het vierde niveau en kwam in 1995 op het derde niveau te spelen maar zakte weer weg. Nadat de club in 2002 uit het vierde niveau degradeerde werd er enkel op lokaal amateurniveau gespeeld. In 2013 keerde de club terug op het derde niveau en promoveerde in 2017 naar de 2. Liga. In het seizoen 2023/24 werd KFC Komárno kampioen in de 2. Liga en promoveerde voor het eerst naar het hoogste niveau. In de Niké Liga werd KFC Komárno achtste in de reguliere competitie en handhaafde zich in de degradatiepoule.

## Historische namen
- 1900 – Komáromi LT (Komáromi Labdarúgó Társaság)
- 1902 – Komáromi FC (Komáromi Football Club)
- 1945 – ŠK Sokol Železničiar Komárno (Športový klub Sokol Železničiar Komárno)
- 1946 – Slovan MNV Komárno (Slovan miestny národný výbor Komárno)
- 1951 – TJ Sokol Škoda Komárno (Telovýchovná jednota Sokol Škoda Komárno)
- 1952 – TJ Spartak Komárno (Telovýchovná jednota Spartak Komárno)
- 1984 – TJ Spartak ZŤS Komárno (Telovýchovná jednota Spartak Závody ťažkého strojárstva Komárno)
- 1990 – KFC Komárno (Komárňanský futbalový club Komárno)
- 1993 – FK 1899 Komárno (Futbalový klub 1899 Komárno)
- 2002 – KFC Majorka Komárno (Komárňanský futbalový club Majorka Komárno)
- 2007 – KFC Komárno (Komárňanský futbalový club Komárno)

Dunajská Streda · 
KFC Komárno ·
FC Košice ·
Železiarne Podbrezová ·
MFK Ružomberok · 
Skalica ·
Slovan Bratislava · 
Spartak Trnava · 
Tatran Prešov ·
AS Trenčín · 
MFK Zemplín Michalovce · 
MŠK Žilina